# Scardinius scardafa
Scardinius scardafa – gatunek słodkowodnej ryby z rodziny karpiowatych (Cyprinidae). Dawniej był uważany za podgatunek wzdręgi. Jest gatunkiem typowym rodzaju Scardinius. Osiąga do 35 cm długości standardowej.

## Występowanie
Gatunek ten występował w środkowych i południowych Włoszech oraz na Półwyspie Bałkańskim (Dalmacja i centralna Grecja). Wyginął w całym zasięgu naturalnego występowania. Przetrwała jedynie populacja introdukowana około 100–150 lat wcześniej do jeziora Scano we Włoszech.